# Poppy Playtime
Poppy Playtime je epizodická hororová videohra, kterou vyvinulo a vydalo americké nezávislé vývojářské studio Mob Entertainment, dříve známé jako MOB Games. Hráč se ujímá role bývalého zaměstnance společnosti vyrábějící hračky Playtime Co., jenž se deset let po zmizení jejích zaměstnanců roku 2005 vrací do opuštěné továrny. Hráč se v prostředí hry pohybuje z pohledu první osoby a musí řešit hádanky a vyhýbat se různým nepřátelům, kterými jsou experimenty oživlých vražedných hraček.
Hra si při svém vydání vysloužila pozitivní kritiku za svou hratelnost, druhá kapitola však obdržela smíšené recenze kvůli četným chybám. Třetí kapitola obdržela pozitivní recenze za to, že je strašidelnější než předchozí kapitoly. Kromě toho se vývojářskému týmu z Mob Entertainment dostalo ostré kritiky za využívání NFT.

## Hratelnost
Poppy Playtime je hororová videohra, v níž hráč hraje v roli bývalého zaměstnance společnosti vyrábějící hračky Playtime Co. Od zaměstnanců společnosti, kteří měli před deseti lety zmizeli, dostal dopis, aby je našel a rozhodl se tak vrátit do opuštěné továrny. Hráč zjistí, že továrna je plná oživlých vražedných hraček, z tzv. Bigger Bodies Initiative (v překladu: Iniciativa Větší Těla), což byl projekt vytváření živých velkých hraček, které měli nahradit lidské zaměstnance. a začne hledat způsob, jak z místa uniknout. Po celé továrně se na různých místech nachází VHS kazety, jež podrobněji vysvětlují příběh hry.
Ve hře se vyskytuje řada hádanek, které musí hráč vyřešit, aby mohl postoupit dál. Při řešení některých z nich je potřeba využít gadgetu zvaného GrabPack. Jedná se o batoh, jenž lze vybavit dvěma výsuvnýma rukama. Pomocí nich může hráč dosáhnout na vzdálené předměty a pohybovat jimi, uzavírat elektrické obvody a otevírat specifické dveře. Po získání GrabPacku má hráč automaticky u sebe normální modrou ruku, později po nalezení čtyř různobarevných baterií a nahození energie dopravního pásu získá hráč červenou ruku. Ve druhé kapitole lze ruce také použít k přehoupnutí přes mezery získá zelenou ruku místo červené, kterou mu vzala Mommy Long Legs, která funguje na principu vodiče a dokáže přenášet elektřinu mezi zdroji a zařízeními. Ve třetí kapitole získá hráč GrabPack 2.0 se schopností prohazovat si pravé ruce a s tím i nová fialová ruka, která hráči umožňuje, pokud ji umístí na displej, který je určen pro tuto ruku, odrazit se od země a pomůže mu se dostat na výše položené platformy, na které by se bez pomoci ruky nedostal a spolu s ní jsou pády bezpečnější a oranžovou ruku, z které může střílet světlice na Smiling Critters, kteří se jich bojí a osvětlit si temná místa. Také najde plynovou masku chránící před červeným plynem, který způsobuje noční můry a halucinace. Ve čtvrté kapitole oranžové ruce přibydou nové schopnosti jako možnost zapálit různé věci, ale některé by mohly znamenat pro hráče smrt a plynové masce může dojít kyslík, takže ho hráč musí doplňovat. Hráč také získá další červenou ruku s výsuvnou baterkou, z které později udělal Omni-Hand, která umožňuje ovládat vše v továrně.

## Vývoj a vydání
Nápad na vytvoření nové hororové hry, u které by hráč necítil tak zaběhnutý a zároveň by zůstával vzrušený a vyděšený, dostal herní režisér Isaac Christophersen. První trailer vyšel 1. září 2021.
V rozhovoru s New York Times Zach Belanger uvedl, že jeho myšlenkou Huggyho Wuggyho bylo vytvořit něco „zcela nového“ a že jeho technikou jak ho udělat děsivým, bylo udělat ho větším než cokoliv ve hře.

### První kapitola:A Tight Squeeze
Na 1. kapitolu s názvem A Tight Squeeze (v překladu "Těsné Stlačení") byl vydán 1. září 2021 byl zveřejněn oficiální trailer. Následoval teaser na TikToku zveřejněný 7. června 2022. První kapitola byla vydána 12. října 2021 na Steamu pro Microsoft Windows, 16. února 2022 pro Android, 11. března téhož roku pro iOS, 20. prosince 2023 pro PlayStation 4 a PlayStation 5  v Severní Americe a Asii, 25. prosince 2023 i na Nintendo Switch v Severní Americe a Asii, 15. ledna 2024 pro PlayStation 4, PlayStation 5 a Nintendo Switch v Evropě a 12. července 2024 na Xbox Series X a Series S. Oproti dalším kapitolám je tato velmi krátká a lze jí dohrát v řádu několika minut.

### Druhá kapitola:Fly In A Web
Druhá kapitola s názvem Fly In A Web (v překladu "Moucha v síti") vyšla ve formě DLC. Trailer ke druhé kapitole s názvem Fly in a Web byl zveřejněn 22. února 2022. Později bylo na Twitteru zveřejněno několik teaserů, včetně teaser traileru z 9. dubna. V rámci příprav na vydání druhé kapitoly byla první kapitola zpřístupněna zdarma. Druhá kapitola byla vydána 5. května pro Microsoft Windows na platformě Steam, následně 15. srpna pro iOS a Android, 20. září 2024 na Xbox Series X a Series S, 31 října 2024 na PlayStation 5 a Nintendo Switch a 13. listopadu 2024 na iOS a Android. Je přibližně třikrát delší než první kapitola.

### Třetí kapitola:Deep Sleep
Třetí kapitola nesoucí jméno Deep Sleep (v překladu "Hluboký Spánek") vyšla stejně jako předchozí kapitola ve formě DLC. Trailer ke třetí kapitole byl zveřejněn 6. srpna 2022, druhá část pak 26. července 2023. Kapitola měla vyjít v roce 2023, kvůli tvůrčím problémům však bylo vydání odloženo na 30. ledna 2024, kapitola vyšla na platformě Steam pro Microsoft Windows, 20. září 2024 na Xbox Series X a Series S a 31. října 2024 na PlayStation 5 a Nintendo Switch a 13. listopadu 2024 na Android a iOS. Opět je to delší kapitola než ta předchozí, je přibližně dvakrát delší než druhá kapitola.

### Čtvrtá kapitola:Safe Haven
Čtvrtá kapitola s názvem Safe Haven (v překladu "Bezpečné Útočiště") vyšla také ve formě DLC jako předchozí dvě kapitoly. Teaser trailer ke čtvrté kapitole byl zveřejněn 30. září 2024, cinematický trailer 26. října 2024 a trailer ze hry 25. ledna 2025. Kapitola vyšla přesně rok od zveřejnění třetí kapitoly, tedy 30. ledna 2025 na Microsoft Windows na platformě Steam. Je přibližně jednou delší, něž třetí kapitola.

## Odkaz

### Project: Playtime
Dne 31. října 2022 byl oznámen spin-offový titul s názvem Project: Playtime. Jedná se o free-to-play kooperativní horor, jenž vyšel v předběžném přístupu 12. prosince téhož roku na Steamu. Původně měl vyjít 6. prosince, kvůli problémům se servery byl však odložen. Ve hře je šest hráčů přiřazeno k týmu přeživších, sedmému hráči je pak přidělena role příšery, tou může být buď Huggy Wuggy z první kapitoly, Mommy Long Legs z druhé kapitoly, nová postava Boxy Boo ve stylu čertíka v krabičce či některý člen Smiling Critters ze třetí kapitoly. Úkolem přeživších je získat části velké hračky a sestavit ji, zatímco příšera má za úkol přeživší najít a zabít je. Hra může být z pohledu jak první osoby tak i z ohledu třetí osoby.

### Poppy Playtime: Forever
Dne 26. února 2024 byla oznámena nová hra od Mob Entertainment a Jazwares Poppy Playtime: Forever na Roblox a byla vydána 29. února 2024. Hra je z pohledu první osoby. Na jednom serveru může být 10 hráčů, kteří si mohou vytvářet své vlastní mapy a příběhy a hrát ten hlavní příběh, buď sami, nebo s dalšími hráči, kde je hlavním antagonistou A.I., který na hráče pošle Huggyho Wuggyho. Hra nijak nenavazuje na ostatní hry série Poppy Playtime.

### Poppy Playtime Survive
Dne 3é. září 2024 byla vydána další hra od Mob Entertainment a Jazwares Poppy Playtime Survive na Roblox. Hra je opět z pohledu první osoby a na jednom serveru může být až 15 hráčů. Jeden hráč dostane roli monstra a má za úkol zabít všechny hráče v roli přeživších do tří minut, hráč může jako monstrum hrát za Huggyho Wuggyho, Mommy Long Legs, CatNapa a Boxyho Boo, na které je ve hře spoustu skinů. Další hráči v roli přeživších mají za úkol přežít tři minuty a po vypršení času utéct, během těchto tří minut můžou hráči plnit různé hádanky, co se nachází na mapě. Na každé mapě můžou hráči sbírat peníze, za které si pak můžou koupit skiny na GrabPack nebo některého z monster.

## Postavy
- Zaměstnanec: Bývalý zaměstnanec společnosti Playtime Co., který se vrátil zpět do opuštěné továrny na hračky, poté co jeho bývalí spolupracovníci záhadně zmizeli. Hráči za něj hrají ve všech kapitolách.
- Poppy Playtime (Hlas: Nola Klopová): Poppy byla původně dcera Elliota Ludwiga, který ji po jej smrti přetvořil ve  vnímající panenku založenou na úplně první hračce vytvořená Playtime Co., která se spolu se zaměstnancem snaží odhalit pravdu o společnosti a porazit Prototypea, hlavního antagonistu hry. Poprvé se objevila v první kapitole, kdy ji zaměstnanec osvobodil ze skleněné krabice, v druhé kapitole ji vzala Mommy Long Legs jako rukojmí a hráč se ji pokoušel zachránit a v třetí kapitole pomáhala spolu s Kissy Missy zaměstnancovi porazit CatNapa.
- Experiment 1006 / Prototype: Prototype je experiment vytvořený vědci z Playtime Co. Je schopný napodobovat všechny různé hlasy lidí, které za svůj život slyšel, je vůdce všech monster a hlavní antagonista celé série který vedl tzv. "Hour of Joy" (v překladu: Hodina Radosti), kdy experimenty povstaly a zabili všechny zaměstnce a návštěvníky, kteří v továrně byli. Poprvé se objevil na VHS nahrávce "Final Log" v první kapitole, dále v druhé kapitole, kde byla vidět jen jeho ruka a vzal si zbytky těla Mommy Long Legs a v třetí kapitole, kde zabil CatNapa a jeho mrtvé tělo si vzal opět jen jeho rukou. Ve čtvrté kapitole, také poprvé promlouvá s Poppy a zaměstnancem a odhalí, že napodoboval hlas chlapce Ollieho, aby zjistil jejich plány a manipuloval s nimi a také se zde objeví jeho nohy.
- Experiment 1170 / Huggy Wuggy: Monstrum vytvořené podle hlavního maskota společnosti Playtime Co. vydávající se za sochu v hlavní místnosti, kde zajišťoval bezpečnost továrny a na sebemenší nepřátelství reagoval agresivně. Zaměstnanec ho údajně zabil v první kapitole shozením do propasti, dále se objevil v třetí kapitole jako noční můra zaměstnance a na VHS kazetě Hour of Joy, ve čtvrté kapitole, kde na konci kapitoly zaútočí na zaměstnance s viditelnými zraněními po jeho pádu z první kapitoly. V Poppy Playtime: Forever se objevil jako hlavní antagonista, který má příkaz od A.I. najít a zabít hráče, dále se objevil jako hratelná postava v Project: Playtime a Poppy Playtime Survive.
- Experiment 1222 / Mommy Long Legs (Hlas: Elsie Lovelocková): Monstrum vypadající jako pavouk s elastickým končetinami a krkem. V druhé kapitole vzala Poppy jako rukojmí, aby si hráč zahrál tři hry, které hrály děti během testování na jaký experiment by se hodily s úmyslem ho zabít. Zaměstnanec nakonec zabije Mommy Long Legs pomocí drtičky a její zbytky těla si vzal Prototype. Původně byla sirotek Marie Payne. Objevila se také jako hratelná postava v Project: Playtime a Poppy Playtime Survive a v třetí kapitole na VHS kazetě o Hour of Joy. V druhé kapitole bylo na různých plakátech ukázáno, že má i manžele Daddy Long Legs a dítě Baby Long Legs, kteří se však ještě ve hře neobjevili fyzicky.
- Experiment 1188 / CatNap: CatNap je hlavním maskotem Smiling Critters podobný kočce a vypouští z pusy halucinogenní plyn. Původně byl sirotek Theodore Grambell, který byl zabit elektrickým proudem při útěku ze sirotčince Playtime Co., Playcare, byl však zachráněn Prototypem. CatNap Prototypea uctívá jako boha. V třetí kapitole se snažil zabít zaměstnance. Na konci kapitoly se ochotně nabídne Prototypeovi, který ho zabije. Objevil se také v Project: Playtime a Poppy Playtime Survive jako hratelná postava a v Poppy Playtime: Forever.
- Experiment 1322 / Doey the Doughman (Hlas: Michael Kovach): Doey je hračka z plastelíny, takže dokáže měnit tvar a projít skrz malé otvory. Jako experiment byl vytvořený ze tří sirotků (původně měl být jen ze dvou), těmi byli Jack Ayers (1322A), který spadl do kádě, kde se míchal materiál na Doeyho, tak se stal třetím sirotkem v Doeym, agresivní Kevin Barnes (1322B) a laskavý a ohleduplný Matthew Hallard (1322C). Ve čtvrté kapitole pomáhá Poppy a zaměstnancovi v zabití Prototypea, ale po smrti sposty Doeyho přátel zradil zaměstnance přeměnil se v monstrózní podobu a pokusil zaměstnance zabít. Zaměstnanec Doeyho zabil s kanystry s dusíkem, průmyslovou pilou a vrtákem na vrtání tunelů v podzemním staveništi. Doey se nakonec krátce před smrt zaměstnanci omluvil za svůj čin.
- Experiment 1354 / Doctor (Hlas: Baldwin Williams jr.): Doctor byl původně jedním ze zaměstnanců, dr. Harley Sawyer, pracující na Bigger Bodies Initative, který byl na příkaz Leitha Pierrea zrazen a přetvořen v jedent experimentů, kvůli jeho vině během incidentu v divadle. jeho orgány (plíce, srdce a mozek) jsou uloženy ve Vital System Centers (v překladu: Centra Vitalního Systému), které postupně zaměstnanec ničil a zabil tak Doctora. Doctor sídlil ve věznici, kde má schopnost pohybovat se po obrazovkách jako oko měnící tvar a barvu v závislosti na jeho náladu. Doctor se objevil poprvé v Project: Playtime a poté ve čtvrté kapitole, kde si pohrával se zaměstnancem a posílal na něj Nightmare Critters, Yarnabyho, Doctor's Bodies a Baba Chopse, kteří měli za úkol ho zabít.
- Experiment 1172 / Kissy Missy: Růžová verze Huggyho Wuggyho, Huggy Wuggy byl její manžel. Poprvé se objevila v druhé kapitole, kde pomohla zaměstnancovi otevřít bránu, ve třetí kapitole, kde spolu s Poppy pomáhá zaměstnancovi, ve čtvrté kapitole, kde je zraněná po útoku a ke konci se pokusí zachránit zaměstnance, ale neúspěšně, když se utrhla její slabá a poraněná ruka a v Project: Playtime ji hráči můžou získat jako skin na Huggyho Wuggyho.
- Ollie (Hlas: Reid Osiecki - 3. kapitola, Jonna-Lynn Alonso - 4. kapitola): Původně chlapec, který opravdu žil, jehož identitu ukradl Prototype a používal jeho hlas v třetí a čtvrté kapitole skrz hračku telefonu, aby oklamal Poppy a zaměstnance, zjistil jejich plány a manipuloval s nimi.
- Miss Delight (Hlas: Avalone Delaneyová): Humanoidní učitelka anatomie v Playcare, uvězněná ve škole, je poslední se série Miss Delight, které zabila aby přežila. V třetí kapitole, když do její školy přijde zaměstnanec přesměrovat elektřinu do sochy Smilling Critters ho Miss Delight upozorňovala aby odešel, že ve škole není bezpečno, zaměstnanec upozornění ignoruje a tak se ho Miss Delight pokusí zabít. Zaměstnanec ji zabil, když vběhla do dveří, které zaměstnanec zavřel. Později se ještě objevila na VHS kazetě o Hour of Joy spolu se svými sestrami.
- DogDay (Hlas: Baldwin Williams jr.): Monstrum podobný psovi, který je součástí Smiling Critters, kvůli jeho nenávisti ho CatNap mučil a přišel o dolní končetiny. DogDay se v třetí kapitole pokusil varovat zaměstnance před Prototypem, ale poté co ho posedli malé verze Smiling Critters se zaměstnance pokusil zabít.
- Experiment 1160 / Boxy Boo: Boxy Boo byl první úspěšnou hračkou společnosti Playtime Co. Jeho úkolem bylo předhazovat níže postavené zaměstnance, kteří věděli o Bigger Bodies Initiatve a představovali tak hrozbu pro společnost, experimentům podobným Huggymu Wuggymu, Wuggies. Poprvé se objevil  v Project: Playtime, později také na VHS kazetě o Hour of Joy v třetí kapitole, v Poppy Playtime: Forever a Poppy Playtime Survive jako hratelná postava.
- Smiling Critters: Smiling Critters je řada malých plyšových hraček: CatNap, DogDay, Craftycorn (jednorožec), PickyPiggy (prase), Hoppy Hopscotch (králík), KickinChicken (kuře), Bubba Bubbaphant (slon), Bobby Bearhug, který byl také experimentem 1186 (medvěd), kteří se po posednutí DogDaye pokusili spolu s ním zabít zaměstnance, objevují se také během třetí kapitoly, kdy se ve formě Ruined Critters snaží zabít hráče, ale bojí se světlic, které na ně může zaměstnanec vystřelit z oranžové ruky v GrabPacku.
- Nightmare Critters: Nightmare Critters je řada malých plyšových hraček, stejně jako Smiling Critters: Baba Chops (černá ovce), Icky Licky (jedovatá žába), Rabie Baby (netopýr), Allister Gator (aligátor), Simon Smoke (drak), Poe (havran), Touille (krysa), Maggie Mako (žralok). Nightmare Critters byly pod ochranou Doctora, který o ně pečoval a dával jim jídlo, a rád je posílal zabít zaměstnance. Baba Chops, Simon Smoke, Poe a Touille by měli mít i svoji Bigger Bodies Initiative verzi.
- Bunzo Bunny: Monstrum podobné králíkovi s cimbály. Na příkaz Mommy Long Legs měl v druhé kapitole v místnost Musical Memory zabít zaměstnance, poté co však neuspěl ho Mommy Long Legs zabila.
- Pj Pug-a-Pillar: Monstrum podobné psovi a stonožce zároveň, měl v druhé kapitole za úkol od Mommy Long Legs zabít zaměstnance, ale neuspěl, ve třetí kapitole se objevil jako součást Prototypeovi sochy vytvořená CatNapem, je tedy mrtvý
- Mini Huggies: Různobarevné verze Huggyho Wuggyho (červený, modrý, žlutý a zelený). V druhé kapitole měli za úkol zabít hráče od Mommy Long Legs ve hře Wack-a-Wuggy, ale neuspěli. Červený, modrý a zelený jsou zesnulí.
- Baba Chops: Baba Chops se objevil ve čtvrté jako větší verze Nighmare Critters, ale ne jako verze Bigger Bodies Iniative, když ho Doctor pošle zabít zaměstnance, který se snažil přesměrovat elektřinu přes různé klece držící některé Nightmare Critters jako rukojmí, aby otevřel dveře a unikl Baba Chopsovi.
- Experiment 1166 / Yarnaby: Yarnaby je hračka podobná lvu s hřívou a srstí z vícebarevné příze, má velkou pusu vyhloubenou uvnitř jeho hlavy, kterou odhalí, když ji Yarnaby otevře rozpůlením hlavy. Původně to byl problémový a plachý sirotek, který se držel dál od ostatních, Quinn Navidson. Quinn nepředvedl, ani dobrý, ani špatný výkon při testování na jaký experiment by se hodil, až na žádost dr. Harleyho Sawyera, který věděl, že Quinn skrývá, co v něm opravdu je, předvedl Quinn skvělý výkon a tak se stal Yarnabym. Yarnaby se objevil ve čtvrté kapitole, kdy na příkaz Doctora se pokouší zabít zaměstnance. Yarnaby se nakonec zasekne hlavou o řetěz, přes který se přehoupl a spadne do roztavené strusky, ve které uhořel.

- Experiment 1163 / Pianosaurus: Pianosaurus je monstrum, které má stažené klávesy klavíru po spodní části těla a také má klávesu do tvaru širokého úsměvu místo zubů. Pianosaurus byl označen za vadný poté, co byl agresivní úplně k čemukoliv a komukoliv. Objevil se ve čtvrté kapitole, když se zaměstnanec pokusí opatrně proplížit kolem jeho cely ve vězení, avšak spadne a Pianosaurus se pokusí na něj zaútočit, v čemž mu zabrání Doey který ho rozebral a snědl.
- Elliot Ludwig (Hlas: Tom Schalk): Ředitel společnosti Playtime Co. Bylo jeho snem dělat dětem radost svými hračkami. Neví se pokud byl zapojen do Bigger Bodies Initative. Od první kapitoly se objevuje na nějakých VHS kazetách.
- Leith Pierre (Hlas: Robin Nelson): Arogantní, bezcitný a nástupce Elliota Ludwiga, kterým se stal po jeho smrti. Leith měl aktivní roli v Bigger Bodies Initiative a neměl žádný soucit s jejími experimenty.
- Stella Greyber (Hlas: Nola Klopová): Přátelská vedoucí z Playcare a jedna z vedoucích Playtime Co., která měla aktivní roli v Bigger Bodies Initiative a měla na starost vybírat sirotky na hraní her v Game Station, kde se vybírali vhodní sirotci na experimentování.
- Eddie M. N. Ritterman (Hlas: Christopher Tester): Samotářský a nemilosrdný výzkumu a jeden z vedoucích Playtime Co., který měl také aktivní roli v Bigger Bodies Initiative, tak že měl utajit experimenty na sirotcích před zaměstnanci továrny.
- Warden (Hlas: Romulo Bernal): Warden byl vězeňský dozorce, vedoucí bezpečnosti Playtime Co. a jeden z vedoucích Playtime Co. Během Hour of Joy uzavřel dohodu s Doctorem, kdy mu Warden dal svoji Omni-Hand výměnou za útěk z továrny a přežití. Pravděpodobně je mrtvý.